# Groß Schwechten
Groß Schwechten là một đô thị thuộc Stendal, bang Sachsen-Anhalt, Đức. Đô thị Groß Schwechten có diện tích 24,54 km², dân số thời điểm ngày 31 tháng 12 năm 2006 là 647 người.